# The Warner Bros. Studio Albums
The Warner Bros. Studio Albums je box set složený z pěti prvních studiových alb skupiny Grateful Dead. Alba původně vyšla u Warner Bros. Records. Obsahuje alba The Grateful Dead, Anthem of the Sun, Aoxomoxoa, Workingman's Dead a American Beauty. Box set vyšel u Rhino Records 21. září 2010.

## Sestava
- Jerry Garcia – kytara, zpěv
- Bob Weir – kytara, zpěv
- Ron „Pigpen“ McKernan – harmonika, varhany, zpěv
- Phil Lesh – baskytara, zpěv
- Bill Kreutzmann – bicí, perkuse
- Mickey Hart – bicí, perkuse
- Tom Constanten – klávesy
- David Nelson – akustická kytara
- Dave Torbert – baskytara
- David Grisman – mandolína
- Howard Wales – varhany, piáno
- Ned Lagin – piáno